# Luque
Luque és un municipi de la província de Còrdova, Andalusia, Espanya. L'any 2005 tenia 3.311 habitants. La seva extensió superficial és de 141 km² i té una densitat de 23,5 hab/km². Les seves coordenades geogràfiques són 37° 33′ N, 4° 16′ O. Està situada a una altitud de 662 metres i a 74 quilòmetres de la capital de província, Còrdova.

## Demografia
| 1996  | 1998  | 1999  | 2000  | 2001  | 2002  | 2003  | 2004  | 2005  | 2006  |
| ----- | ----- | ----- | ----- | ----- | ----- | ----- | ----- | ----- | ----- |
| 3.422 | 3.397 | 3.364 | 3.363 | 3.332 | 3.286 | 3.271 | 3.265 | 3.311 | 3.292 |